# 武安站
武安站，位于中华人民共和国河北省邯郸市武安市武安镇，是邯长铁路上的火车站，建于1944年，由中国铁路北京局集团邯郸车务段管辖。

## 歷史
- 建于1944年。

## 車站周邊
- 洺香酒店
- 中国联通城东营业厅
- 中国农业银行武安车站支行
- 武安市第一职工子弟学校